# Diaus Pitar
En la primera religión védica (previa a la religión hinduista) Dyáuṣ Pitá o Dyaúṣ Pitrí era una deidad celestial, el Padre de los Cielos, esposo de Prituí (la Tierra) y padre de Agní (dios del fuego) e Indra (dios del cielo).
- द्यौष्पिता, o द्यौष्पितृ en escritura devánagari.
- dyaúṣpitā́, o dyauṣpitṛ en el sistema IAST de transliteración.
- Pronunciación: [diaúsh pitá][2] o [diaúsh pitrí][3]

Sus orígenes se pueden trazar desde Zeus pater (genitivo diòs, y acusativo día), en latín como Júpiter (IúPiter, que en latín arcaico era Iovis Páter: ‘padre del cielo’), en eslavo como Div, y en la mitología germana y noruega como Tyr, Zir o Ziu.
En el Rig-veda, Diaúsh Pitá aparece en invocaciones simples en los himnos 1.89, 1.90, 1.164, 1.191 y 4.1.
En los Vedas se refiere al Cielo divino o al cielo físico (que en los Vedas se considera dividido en tres partes: avama, madhiama y uttama (o tritíia). y generalmente como el padre (Diaúsh Pitrí), mientras que la Tierra es la madre (Diavá Prithiví), y Ushás la hija.
Raramente se lo ve como una diosa, hija de Prayápati.
En el Rig-veda 1.89.4b, Diaúsh Pitá aparece con Mata Prithuí (‘Madre Tierra’).
En el texto sánscrito Púrusha sukta dice que Diaúsh Pitá fue creado de la cabeza del ser primigenio Púrusha.

## Muerte
Los detalles del mito son confusos, pero parece ser que Indra mató a su padre Diaúsh Pitá arrastrándolo por un pie y haciéndolo caer desde el cielo (según el Rig-veda 4.18.12).
En este sentido Diaúsh Pitá sería la contraparte del titán griego Crono (asesinado por su hijo Zeus).
Thomas Oberlies identifica a Diaúsh Pitá con un asura de la religión prevédica (ya que ambos son matados por el dios Indra).
Con la aparición del hinduismo (religión puránica) Diaúsh Pitá directamente desaparece de los cultos de la India.

## Iconografía
En el arte religioso primitivo de la India, Diáuṣ Pitá aparece con dos formas distintas:
- como un toro rojo que vomita rayos, o
- como un caballo negro adornado con perlas (que simbolizan las estrellas).

En representaciones posteriores, él es la noche cubierta de perlas.